# エルフィン・エバンス
エルフィン・エバンス（Elfyn Rhys Evans、1988年12月28日 - ）は、イギリス出身のラリードライバー。世界ラリー選手権 (WRC) にMスポーツ・フォードを経て、2020年からTOYOTA GAZOO Racingで参戦している。

## 経歴

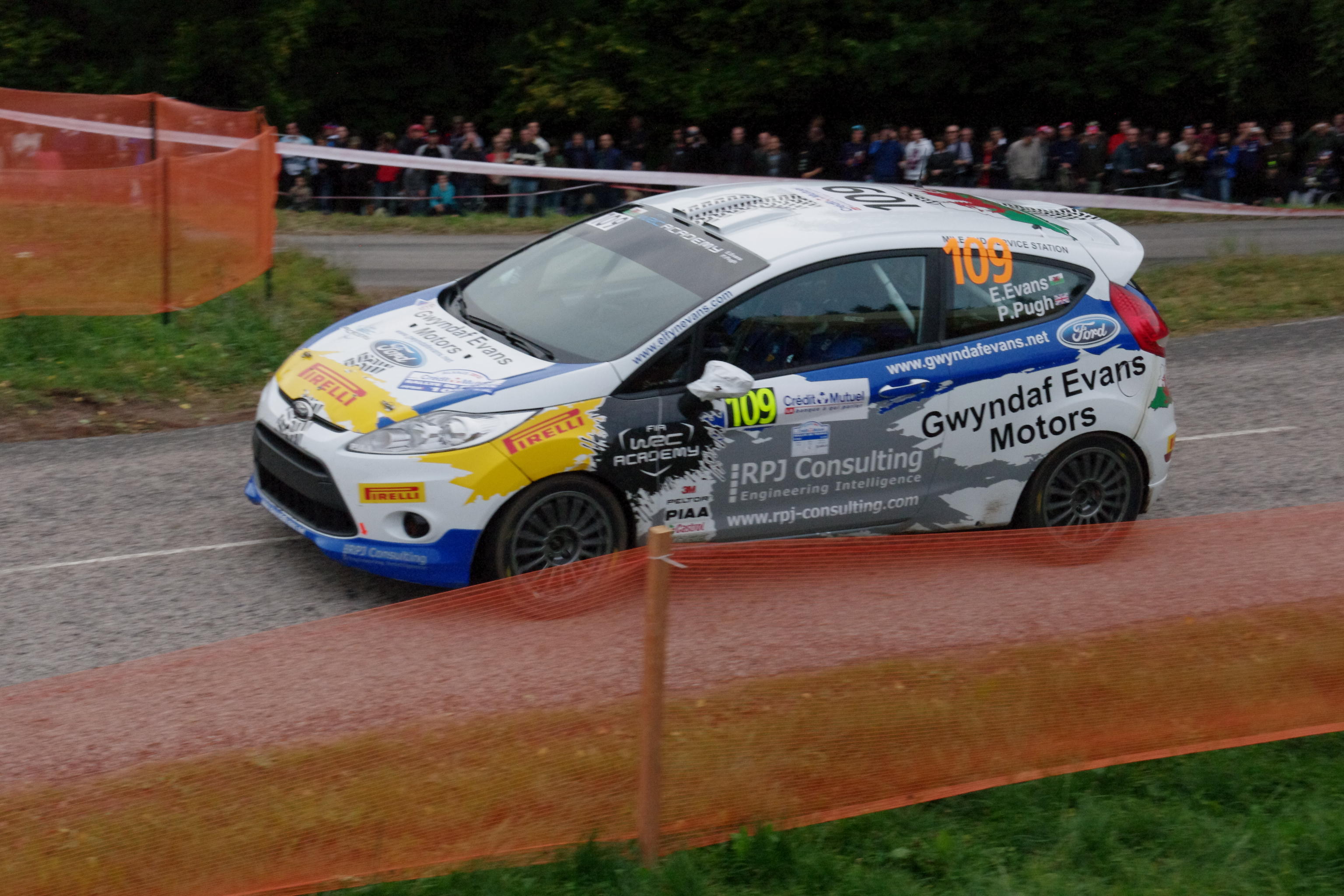
2012年ラリー・ド・フランス・アルザス

父は元フォードのWRCワークスドライバーであり、1996年のイギリスラリー選手権 (BRC) チャンピオンでもあるグウィンダフ・エバンス (Gwyndaf Evans) 。グウィンダフは父がドラゲラウに設立したフォード系ディーラーの支援を受けており、1983年にはそれをグウィンダフ・エバンス・モーターと改称している。エルフィンは実家の自動車ディーラーでフルタイム労働をこなしながら、ラリーへの道へ進むことになる。
エルフィンは2007年にフォード・フィエスタのグループN車両でラリーデビュー。ラリーGBにもスポット参戦した。
2010年にはイギリスジュニア選手権、フォード・フィエスタトロフィーでチャンピオンとなった。
2012年にWRCアカデミー（JWRC）にステップアップし、初年度でチャンピオンを獲得。翌年にはMスポーツからWRC2へフィエスタで参戦し、ラリーGBで初優勝を挙げた。この2013年は第7戦イタリアでナッサー・アルアティヤの代役としてMスポーツから急遽WRカーデビューを果たし、いきなり6位に入賞した。この頃、Mスポーツ近くのワークショップでメカニックとして働くようになる。
2014年にはWRCのトップカテゴリーにデビュー。初年度は振るわなかったが、2015年はアルゼンチンとフランスで表彰台に登った。2016年はWRC2に降格、3勝を含む5度の表彰台に登ってランキング3位につけた。それと並行してイギリスラリー選手権にも参戦し、グウィンダフの王座獲得から20年の節目に親子二代チャンピオンに輝いた。

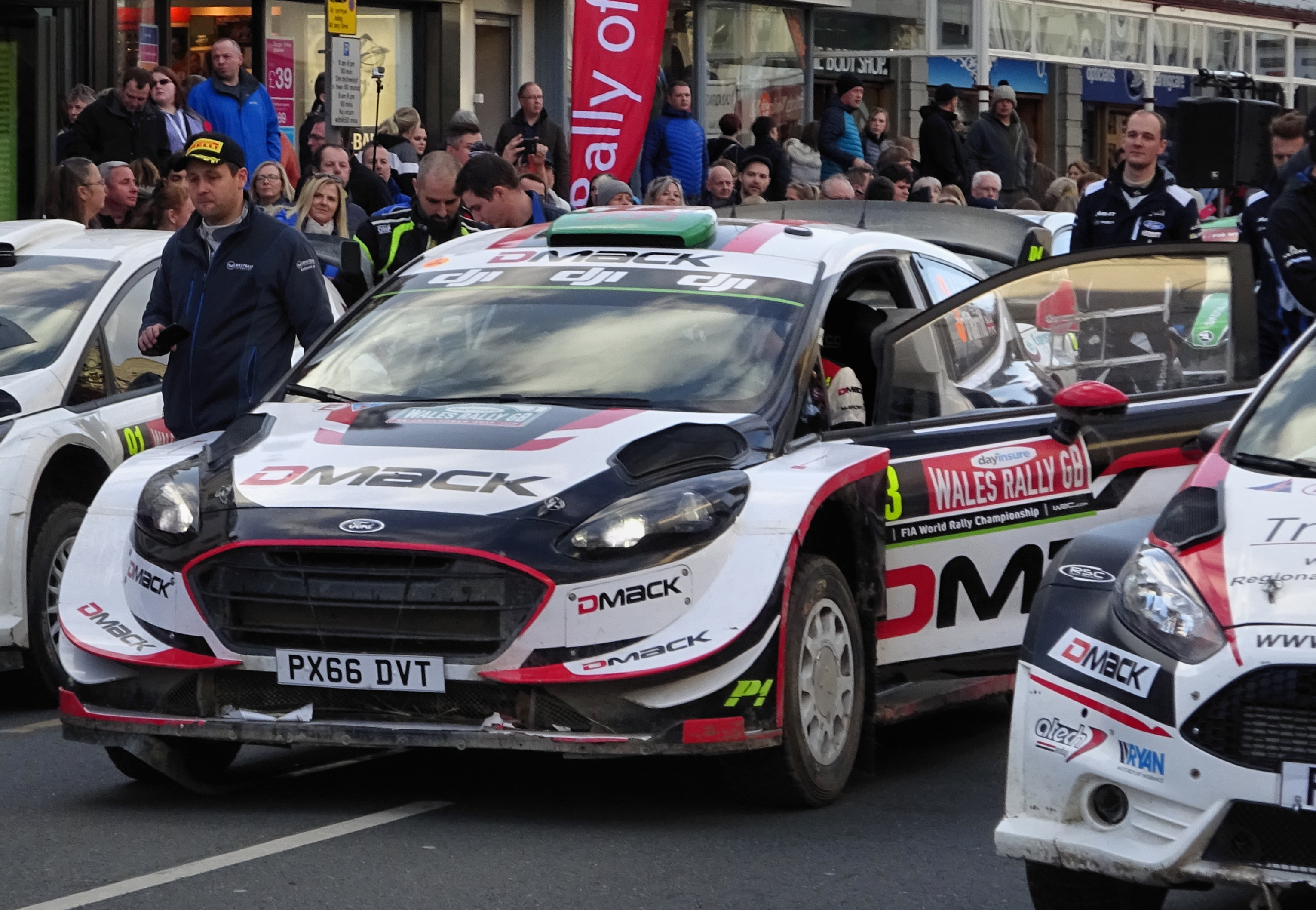
2017年ラリーGB。この年はDMACKタイヤのエバンスのフィエスタWRCのみ白基調であった。

2017年はDMACKタイヤとのマッチングによりグラベルで時折爆発的な速さを見せ、アルゼンチンでは最終SSまでトップを快走。しかしトラブルに見舞われて差を詰められ、最後はパワーステージでのわずかな接触が響き、WRC史上3番目の僅差となる0.7秒差でティエリー・ヌービルに敗れた。しかし地元イギリスでは危なげない走りで圧倒し、自身のWRC初勝利を収めた。WRCのラリーGBで優勝した英国系ドライバーは、2000年のリチャード・バーンズ以来4人目となった。また、この勝利はDMACKにとっても初優勝であり、また同時にMスポーツは純プライベーターとして初めてドライバー・マニュファクチャラーズタイトル（後者はWRC史上でも初）を決め、さらに一年に同チームのレギュラードライバー3人全員が優勝を決めたという、記録づくしの勝利となった。しかしこの直後にDMACKはWRCからの撤退を発表し、以降はライバルたち同様ミシュランタイヤを履くことになる。
2018年はオット・タナクがMスポーツから離脱したことにより、セカンドドライバーに格上げされた。この年チームのエースセバスチャン・オジェのサポート役に適し、チームオーダーでオジェに順位を譲る場面が度々見られた。そのこともあってかシーズン未勝利、表彰台は第6戦ポルトガルでの2位と、第12戦カタルーニャでの3位の2度のみに終わった。ドライバーズランキングは7位。

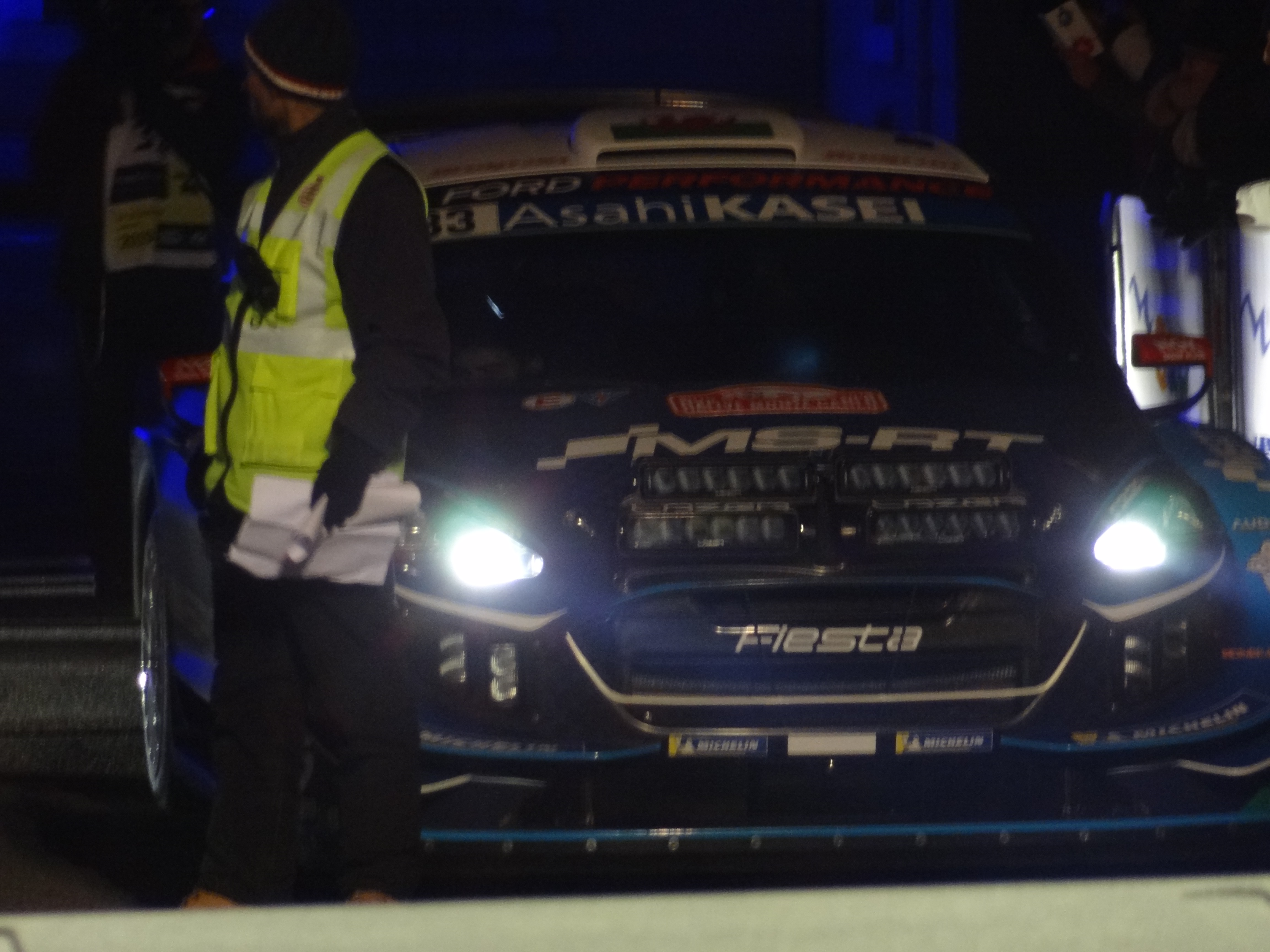
2019年ラリー・モンテカルロ

2019年はセバスチャン・オジェがMスポーツから離脱したことでチームの1stドライバーに昇格。カーナンバー固定制導入により「33」を選択した。第3戦メキシコで3位表彰台に立ち、続く第4戦コルシカではライバルたちを圧倒する速さを見せ、最終ステージを前にヒュンダイのティエリー・ヌービルに11.5秒差をつけていたが、最終ステージでフロントタイヤをパンクし3位に終わり2勝目を逃した。その後も安定した成績を残し第8戦終了時点でランキング4位につけていたが、WRCのプロモーションイベントとして開催されたラリー・エストニアに出場した際、ステージ走行中のジャンプの着地で背中を負傷し、この影響でフィンランド、ドイツ、トルコの欠場を余儀なくされた。母国戦となる第12戦GBで復帰し、結果は5位だったがステージベストを7本記録しスピードが衰えてないことを証明した。続くカタルーニャでは6位に入り最終戦を前にランキング4位の可能性を残していたが、最終戦オーストラリアが森林火災の影響で中止となりエバンスは4位ミケルセンと同点のドライバーズランキング5位でシーズンを終えた。
2020年はTOYOTA GAZOO Racingに移籍し、再びオジェとチームメイトになる。開幕戦モンテカルロではヒュンダイのヌービルとチームメイトオジェを凌ぐスピードを見せ終盤までトップに立つも最終日は2人に逆転され3位に終わるが、続く第2戦スウェーデンでは初日からライバルたちを圧倒し、念願だった2勝目を挙げた。またスウェーデンでの勝利は、英国人ドライバーとしては初の快挙となった。第3戦メキシコでは初日に先頭スタートだったことも影響し4位に終わる。その後、新型コロナウイルス感染症の影響によるシーズン中断・再編により全8戦開催へと変更された（その後ベルギーが開催中止）。再開後の第4戦エストニアは4位に終わるが、続くトルコでは最終日に前を走っていたライバルたちにパンクやトラブルが相次いだことによりトップに浮上しサバイバル戦を制し3勝目を獲得した。またこの勝利でドライバーズランキング単独首位に立った。翌戦のサルディニアでは4位となり、チームメイトのオジェに14ポイント差をつけ最終戦初開催のモンツァを迎えた。第2レグ中盤の時点で3位につけほぼチャンピオン確実と思われたが、SS11で痛恨のコースアウトを喫し8ポイント差でオジェにチャンピオンをさらわれてしまった。この年は前年までのMスポーツ在籍時と違い毎戦上位争いに加わる速さを身につけ最終戦モンツァ以外は全てトップ5圏内の成績を残し安定感も向上した。
2021年も同チームから、オジェのチームメイトとして参戦。2勝と4度の2位表彰台を獲得し、首位独走状態であったオジェと唯一最終戦まで競り合ったが、チャンピオン獲得には至らなかった。

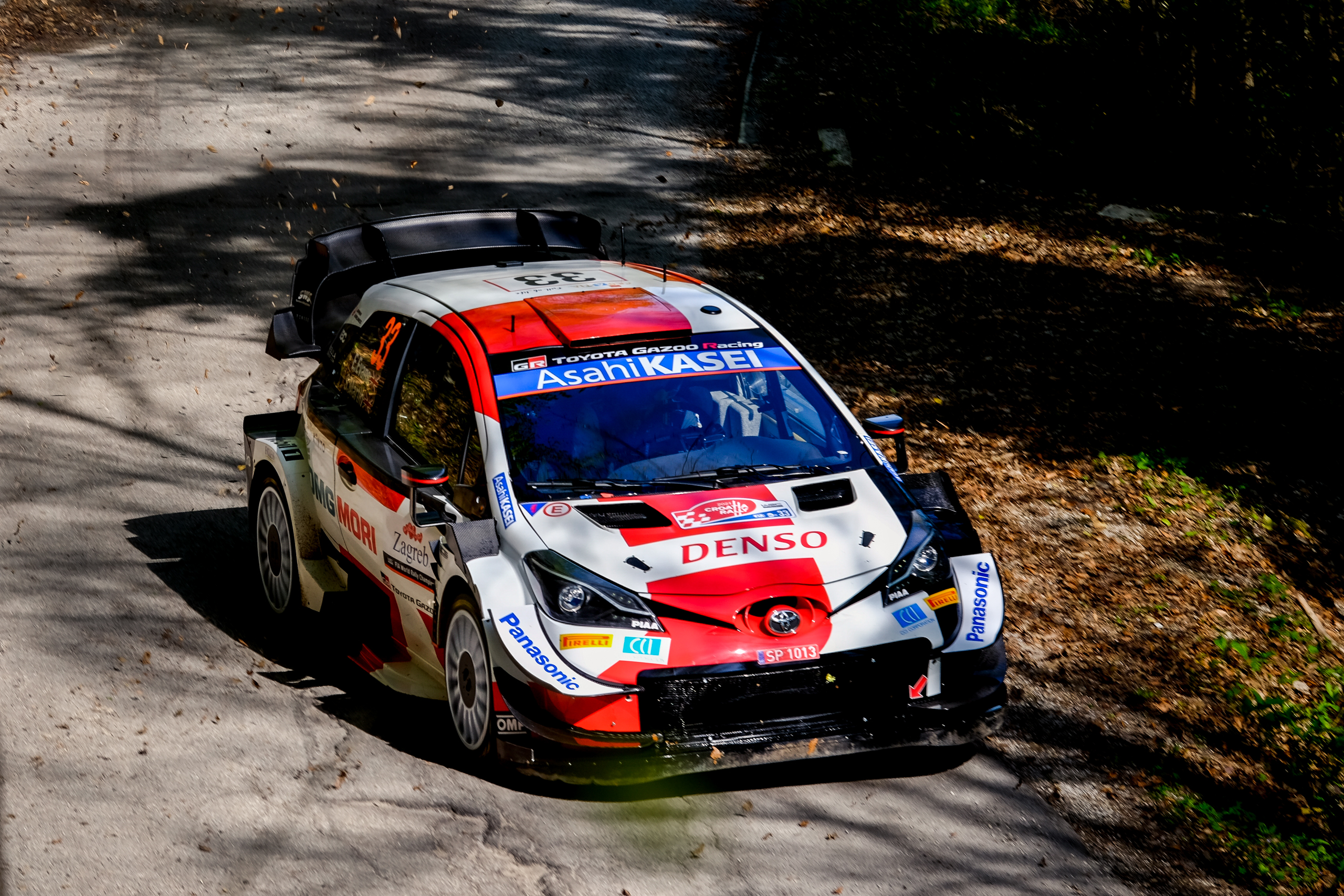
2021年ラリー・クロアチア

ラリー1規定が導入された2022年も同チームから参戦。しかしわずか2年目の天才カッレ・ロバンペラが覚醒し、全く手のつけられない状態に。またエバンス自身も開幕戦モンテカルロを始め3度のデイリタイアを喫するなど安定せず、序盤はロバンペラどころか育成枠の勝田貴元よりもランキングが低かった。エバンスは空力依存度が下がったラリー1規定マシンへのドライビングスタイルの合わせ込みがうまく行っていないことを認めており、シーズンを通して悩まされることになる。2位表彰台を3度獲得して第7戦終了時点でようやく勝田を抜いてランキング3位に浮上するが、後にヌービルに抜かれて4位となった。ラリージャパンは最終日に首位のヌービルに0.6秒差まで詰め寄ったが、パンクに見舞われ、結局このシーズンは未勝利で終わった。
2023年は第1戦モンテカルロにおいて総合4位、続くスウェーデンでは5位と2022年からの不調が続くかと思われたが、第３戦メキシコでは最終ステージでヌービルに逆転されるも、総合３位を獲得し、続く第4戦クロアチアではライバルにトラブルが頻発したこともあるが、首位を守り切り2年ぶりに勝利を収めた。コ・ドライバーのスコット・マーティンはかつてブリーンとコンビを組んでいたことからも事故により他界したブリーンへの劇的な勝利となった。
これにより続く第5戦ポルトガルでは先頭スタート[オジェが勝田とのシェア参戦により欠場]となり、復調の兆しが見え始めるが、デイ1に大きなクラッシュをしてしまいノーポイントに終わる。
その後第6戦イタリアでは表彰台を逃すが、第7戦アフリカでは総合３位を獲得し、トヨタの1-2-3-4フィニッシュに貢献すると共にポイントランキングで総合２位へと上がった。続く第7戦ではラッピと熾烈な３位争いを展開するが、惜しくも破れた。しかし、第8戦フィンランドにおいて初日にチームメイトのロバンペラが激しいクラッシュをしてラリーから完全撤退したこともあるが、デイ3の土曜日に7連続トップタイムを記録すると共に最終日にパワーステージ勝利も含むフルポイント勝利を行いロバンペラとのポイント差を55ポイント→25ポイント差にすることに成功する。続くアクロポリスで2位、チリで3位と3連続で表彰台に入り、ラリー1規定にドライビングスタイルを合わせられず苦しんだ中で、2021年度の如く好調なエバンスが再び戻ってきた。この段階で残る2戦での獲得可能なポイント数から今年度チャンピオンはロバンペラかエバンスのどちらかとなった。
続く第12戦セントラル・ヨーロピアン・ラリーではロバンペラとのチャンピオン争いに望みをつけるために争いを行うが、土曜日の午前のステージでクラッシュをしてしまう。日曜日にパワーステージ勝利によってドライバーズ・タイトルに望みを繋ごうとするが、今年度のドライバーズ・タイトルは2年連続でロバンペラに決まった。また、優勝はヌービルとなった為に、ポイント差が7ポイントとなりドライバーズ・ランキング2位争いが激化する事となった。
最終戦ラリージャパンではシェイクダウンの段階から2番手タイムと高タイムを記録するが、SS1のトヨタスタジアムでのSSSではラリー1車両の中で9番手と出遅れてしまう。しかし、金曜日の大雨が降る難しいコンディションの中でSS2伊勢神トンネルでトップタイムを記録して、一気に9番手から総合首位に上がる。続くSS3でも2番手のヌービルに10.1秒の差をつけるトップタイムを記録し、金曜日午前のSS終了時に総合2番手のヌービルに26.0秒のアドバンテージを得ることとなった。午後のSSではヌービルがクラッシュしたこともあり、金曜日の時点で総合2番手のオジェに対して1分49秒9と圧倒的なタイム差を築き上げる。去年度は最終日に優勝争いの中でパンクする苦い経験があるが、土曜日以降はリスクを冒さない走りに徹してラリージャパン優勝を飾る。また、2位にオジェ、3位にロバンペラが入った事から今年度第7戦サファリに続くトヨタのポディウム独占となった。
結果、2023年度は年間優勝回数3回と、これまでの年間優勝回数2回を上回ると共にキャリア3度目のドライバーズ・ランキング2位となった。
2024年はロバンペラがスポット参戦になることに伴い事実上トヨタの絶対エースとして戦う。
第1戦モンテカルロでは初日は総合首位につけるも、デイ3にてハイブリットトラブルや路面状況に苦戦によってヌービルとオジェに抜かれて最終的に総合3位となる。第2戦スウェーデンでは、初日は雪かき役となった影響によってタイムを大きくロスし総合5位となったが、デイ2以降、走行順が良くなったことによってステージ毎にタイムを上げていきデイ2終了時点で総合3位まで挽回する。最終日デイ4では、更に順位を上げて総合2位でのフィニッシュとなった。また、今年度新しく設定されたサンデーポイント制度とパワーステージポイントによって優勝したラッピよりも多い24ポイントを獲得した。
第2戦、終了時点で首位のヌービルから3ポイント少ない総合2位45ポイントとなっている。
その後は勝利こそないがコンスタントにポイントを稼いでいき第8戦ラトビア終了時点ではトップから13ポイント差の3位につけ充分チャンピオンを射程に捉えていたが続くフィンランドでは最終日のクラッシュでリタイア、アクロポリスでは序盤のパンクとエンジントラブルが響き18位と失速。しかしチリとセントラル・ヨーロピアンで2位を獲得し、最終戦ラリージャパンではチームメイトのオジェと勝田がパンクで遅れた中エバンスは序盤からヒョンデのタナックと首位争いを繰り広げ最終日を前に38秒差をつけられていたが、SS17でタナックがクラッシュでリタイアに終わるとその後はパンクから挽回したオジェを従えトップを守りようやく今季初勝利とジャパン連覇を達成した。またワンツーフィニッシュを飾ったことでヒョンデを逆転し4年連続マニュファクチャラーズチャンピオン獲得にも貢献した。しかしドライバーズ・ランキングではフィンランドとアクロポリスでの失速が響きまたしても2位で終えた。

## 人物
- ドライビングスタイルはオジェよりもロバンペラに近く、ブレーキもアクセルも強く踏み抜くタイプである[9]。
- アタック中、前傾姿勢で口を大きく開けたままドライブすることで知られる。
- 父グウィンダフとハリ・ロバンペラは共に1999～2000年にセアトのWRCチームに在籍していた。2020年にTGRにエルフィンとカッレ・ロバンペラが加入したことで、父子2代続けてのチームメイトが実現した[10]。
- 19年以降はカーナンバー33を選択している。理由はファーストネームと名字の頭文字の「EE」の反転。
- ペースノートの特徴として数字が高いほどコーナーが緩いのが一般的であるが、エバンスのペースノートは逆に数字が低いほどコーナーが緩くなり、高いほどキツくなっている。そのため、オンボード映像などを見る際には注意が必要。

## WRCでの年度別成績
| 年     | 所属チーム                          | ランキング | 獲得ポイント | 最高位・回数 | 表彰台回数 |
| ------ | ----------------------------------- | ---------- | ------------ | ------------ | ---------- |
| 2013年 | カタール・MスポーツWRT              | 12位       | 20           | 6位・2回     | 0回        |
| 2014年 | MスポーツWRT ↓ MスポーツフォードWRT | 8位        | 81           | 4位・2回     | 0回        |
| 2015年 | MスポーツWRT ↓ MスポーツフォードWRT | 7位        | 128          | 2位・1回     | 2回        |
| 2016年 | MスポーツWRT ↓ MスポーツフォードWRT | 21位       | 6            | 11位・2回    | 0回        |
| 2017年 | MスポーツWRT ↓ MスポーツフォードWRT | 5位        | 128          | 優勝・1回    | 3回        |
| 2018年 | MスポーツWRT ↓ MスポーツフォードWRT | 7位        | 80           | 2位・1回     | 2回        |
| 2019年 | MスポーツWRT ↓ MスポーツフォードWRT | 9位        | 89           | 2位・1回     | 1回        |
| 2020年 | TOYOTA GAZOO Racing WRT             | 2位        | 111          | 優勝・2回    | 3回        |
| 2021年 | TOYOTA GAZOO Racing WRT             | 2位        | 207          | 優勝・2回    | 7回        |
| 2022年 | TOYOTA GAZOO Racing WRT             | 4位        | 134          | 2位・4回     | 4回        |
| 2023年 | TOYOTA GAZOO Racing WRT             | 2位        | 216          | 1位・3回     | 7回        |
| 2024年 | TOYOTA GAZOO Racing WRT             | 2位        | 210          | 1位・1回     | 8回        |

* シーズン進行中
| 年   | チーム                                               | マシン                      | 1       | 2       | 3       | 4      | 5       | 6      | 7       | 8       | 9       | 10      | 11      | 12      | 13      | 14    | 15  | 16     | Pos. | Points |
| ---- | ---------------------------------------------------- | --------------------------- | ------- | ------- | ------- | ------ | ------- | ------ | ------- | ------- | ------- | ------- | ------- | ------- | ------- | ----- | --- | ------ | ---- | ------ |
| 2007 | プライベート                                         | フォード・フィエスタST      | MON     | SWE     | NOR     | MEX    | POR     | ARG    | ITA     | GRE     | FIN     | GER     | NZL     | ESP     | FRA     | JPN   | IRE | GBR 42 | NC   | 0      |
| 2011 | プライベート                                         | フォード・フィエスタR2      | SWE     | MEX     | POR     | JOR    | ITA     | ARG    | GRE     | FIN Ret | GER     | AUS     | FRA 16  | ESP     | GBR Ret |       |     |        | NC   | 0      |
| 2013 | カタールMスポーツWRT                                 | フォード・フィエスタRRC     | MON     | SWE     | MEX     | POR 23 | ARG     | GRE    |         |         |         |         |         |         |         |       |     |        | 12th | 20     |
| 2013 | カタールMスポーツWRT                                 | フォード・フィエスタ RS WRC |         |         |         |        |         |        | ITA 6   |         |         |         |         |         |         |       |     |        | 12th | 20     |
| 2013 | カタールMスポーツWRT                                 | フォード・フィエスタR5      |         |         |         |        |         |        |         | FIN Ret | GER 6   | AUS     | FRA 11  | ESP Ret | GBR 8   |       |     |        | 12th | 20     |
| 2014 | MスポーツWRT                                         | フォード・フィエスタ RS WRC | MON 6   | SWE Ret | MEX 4   | POR 22 | ARG 7   | ITA 5  | POL 35  | FIN 7   | GER 4   | AUS 8   | FRA 6   | ESP 14  | GBR 5   |       |     |        | 8th  | 81     |
| 2015 | MスポーツWRT                                         | フォード・フィエスタ RS WRC | MON 7   | SWE 6   | MEX 4   | ARG 3  | POR 64  | ITA 4  | POL Ret | FIN 12  | GER 6   | AUS 9   | FRA 2   | ESP 34  | GBR 6   |       |     |        | 7th  | 89     |
| 2016 | MスポーツWRT                                         | フォード・フィエスタ R5     | MON 8   | SWE 9   | MEX     | ARG 17 | POR 30  | ITA    | POL 13  | FIN 11  | GER     | CHN C   | FRA 11  | ESP     | GBR WD  | AUS   |     |        | 21st | 6      |
| 2017 | MスポーツWRT                                         | フォード・フィエスタWRC     | MON 6   | SWE 6   | MEX 9   | FRA 21 | ARG 2   | POR 6  | ITA Ret | POL 8   | FIN 2   | GER 6   | ESP 7   | GBR 1   | AUS 5   |       |     |        | 5th  | 128    |
| 2018 | MスポーツWRT                                         | フォード・フィエスタWRC     | MON 6   | SWE 14  | MEX Ret | FRA 5  | ARG 6   | POR 2  | ITA 14  | FIN 7   | GER 25  | TUR 12  | GBR 20  | ESP 3   | AUS 6   |       |     |        | 7th  | 80     |
| 2019 | MスポーツWRT                                         | フォード・フィエスタWRC     | MON Ret | SWE 5   | MEX 3   | FRA 3  | ARG Ret | CHL 4  | POR 5   | ITA 4   | FIN WD  | GER     | TUR WD  | GBR 5   | ESP 6   | AUS C |     |        | 5th  | 102    |
| 2020 | トヨタ・ガズー・レーシング・ワールド・ラリー・チーム | トヨタ・ヤリスWRC           | MON 3   | SWE 1   | MEX 4   | EST 4  | TUR 1   | ITA 4  | MNZ 29  |         |         |         |         |         |         |       |     |        | 2位  | 114    |
| 2021 | トヨタ・ガズー・レーシング・ワールド・ラリー・チーム | トヨタ・ヤリスWRC           | MON 2   | ARC 5   | CRO 2   | POR 1  | ITA 2   | KEN 10 | EST 5   | BEL 4   | GRE 6   | FIN 1   | ESP 2   | MNZ 2   |         |       |     |        | 2位  | 207    |
| 2022 | トヨタ・ガズー・レーシング・ワールド・ラリー・チーム | トヨタ・GRヤリス ラリー1    | MON 21  | SWE Ret | CRO 5   | POR 2  | ITA 40  | KEN 2  | EST 2   | FIN 4   | BEL 2   | GRE Ret | NZL Ret | ESP 6   | JPN 5   |       |     |        | 4位  | 134    |
| 2023 | トヨタ・ガズー・レーシング・ワールド・ラリー・チーム | トヨタ・GRヤリス ラリー1    | MON 4   | SWE 5   | MEX 3   | CRO 1  | POR Ret | ITA 4  | KEN 3   | EST 4   | FIN 1   | GRE 2   | CHL 3   | EUR 31  | JPN 1   |       |     |        | 2位  | 216    |
| 2024 | トヨタ・ガズー・レーシング・ワールド・ラリー・チーム | トヨタ・GRヤリス ラリー1    | MON 3   | SWE 2   | KEN 4   | CRO 2  | POR 6   | ITA 4  | POL 2   | LAT 5   | FIN Ret | GRE 18  | CHL 2   | EUR 2   | JPN 1   |       |     |        | 2位  | 210    |